# Jedlesee
Jedlesee war bis 1894 eine eigenständige Gemeinde und ist seit 1905 ein Stadtteil Wiens im 21. Wiener Gemeindebezirk Floridsdorf sowie eine der 89 Wiener Katastralgemeinden.

## Geographie

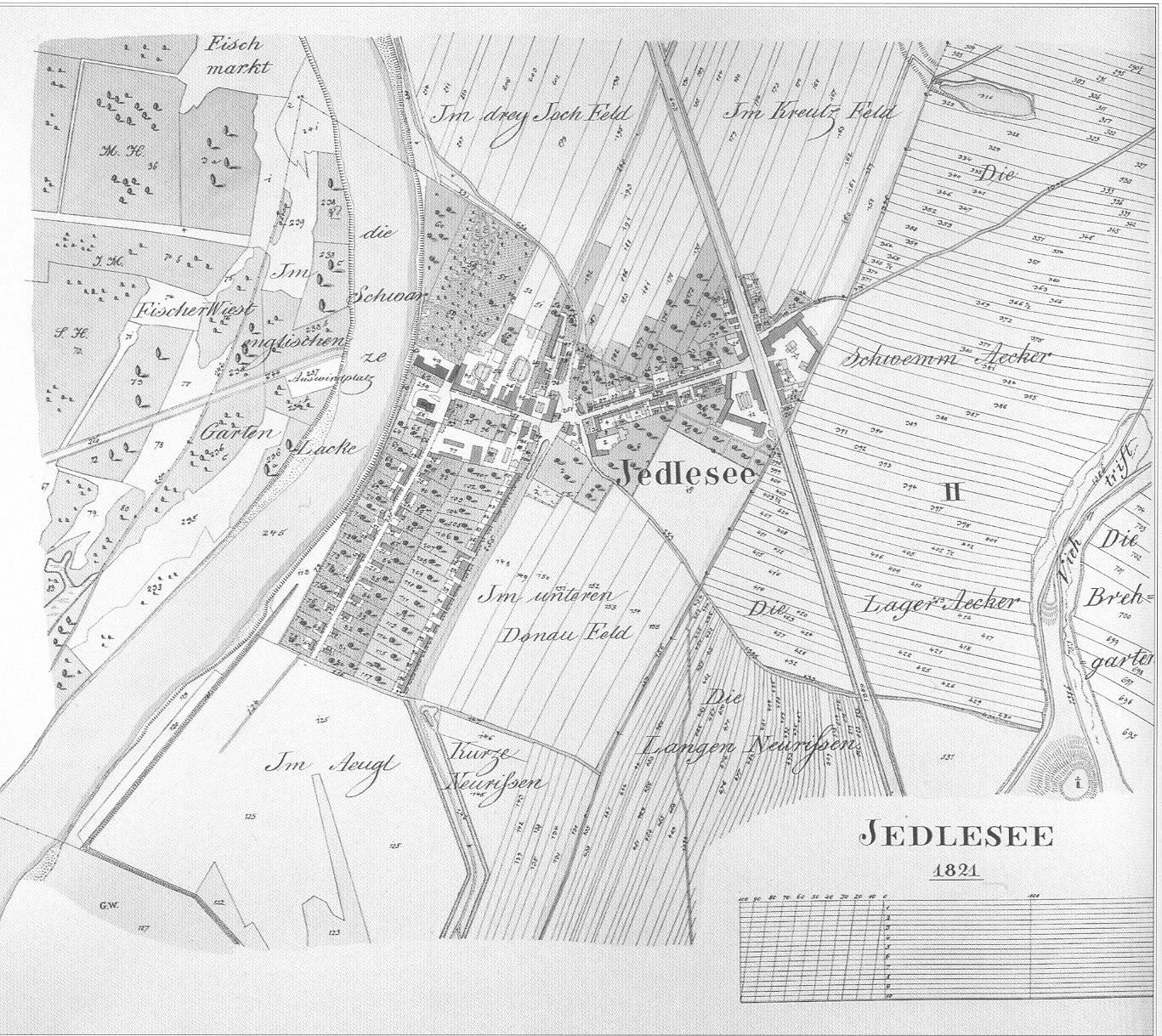
Plan Jedlesees 1821

Die Gemeinde Jedlesee um das Jahr 1872 (Aufnahmeblatt der Landesaufnahme)

Jedlesee ist ein Bezirksteil des 21. Wiener Gemeindebezirks Floridsdorf, der bis 1904 zu Niederösterreich gehörte. Ab dem Zeitpunkt der Eingemeindung setzte eine immer schnellere Entwicklung von landwirtschaftlichen Dörfern zum suburbanen Siedlungsraum ein.
Das alte Dorf Jedlesee (auch: Jedlersee) lag am Südwestende des Marchfeldes. Es entstand an einem Seitenarm der Donau, der Schwarzen Lacke, welche heute noch als Wiesenstreifen neben der Kirche erkennbar ist. Dieser Donauarm war öfter ein Grund für die Zerstörung Jedlesees durch die hochwasserführende Donau und Eisstöße. Mit der Donauregulierung wurde die „Schwarze Lacke“ vom Hauptstrom abgetrennt und nach dem Zweiten Weltkrieg mit dem Schutt der zerbombten Wiener Häuser sowie diversen Industrie- und Erdölabfällen bis in die 70er Jahre restlos aufgefüllt.
Die Katastralgemeinde Jedlesee umfasst 144,97 ha. Für die amtliche Statistik gibt es den aus fünf Zählsprengeln bestehenden statistischen Zählbezirk Alt-Jedlesee und den aus vier Zählsprengeln bestehenden statistischen Zählbezirk Neu-Jedlesee, deren Grenzen jedoch nicht mit denen der Katastralgemeinde identisch sind.
Jedlesee ist zur Gänze von anderen Floridsdorfer Bezirksteilen umgeben und grenzt westlich an die Schwarze Lackenau und im Norden an Strebersdorf. Im Osten liegt Großjedlersdorf und im Südosten Floridsdorf.

## Geschichte
Die Ortschaft Jedlesee entstand am Landeplatz der Überfuhr vom Marchfeld nach Nussdorf, vermutlich als fränkische Neugründung nach dem Sieg Otto I. über die Magyaren am Lechfeld. Bereits am 5. Juli 1014 wird in einer Schenkungsurkunde des Bistums Passau der Ort „Uotcinessevve“ erwähnt, der Jedlesee zugeschrieben wird. Der deutsche Kaiser Heinrich II. schenkte der bischöflichen Kirche zu Passau dieses Gebiet neben Besitzungen in Herzogenburg, Krems an der Donau und Tulln zur Errichtung von Kirchen.
Ursprünglich war Jedlesee ein Bauern- und Fischerdorf im Augebiet der Donau. Zahlreiche Donauarme befanden sich im heutigen Siedlungsgebiet; am westlichen Ortsrand die „Schwarze Lacke“, die sich bei Hochwasser in einen reißenden Seitenarm des Stromes verwandelte. Trotz oftmaliger Verwüstung durch Hochwässer und Eisstöße sowie die jeweils durchziehenden Heerscharen auf dem Marsch nach Wien wurde der Ort immer wieder aufgebaut. Die Überschwemmungen wurden erst durch die Donauregulierung (1870–75) beendet. Durch die Errichtung einer Überfuhr über den Donaustrom gewann Jedlesee an Bedeutung. Noch heute erinnert die Überfuhrstraße daran.
Von 1778 an war der Leibarzt Maria Theresias, Anton Freiherr von Störck, Besitzer der Herrschaft Jedlesee; unter ihm wurde nicht nur 1779 die Loretto-Kapelle zur Pfarrkirche umgestaltet und 1782 eine eigene Schule errichtet, sondern er erbaute 1787 auch an der Gabelung Prager Straße und Hopfengasse ein Brauhaus (ehemals Gambrinus). Über die Hopfengasse bekam Jedlesee einen näheren Anschluss an den Handelsweg nach Böhmen.
Der Aupark Jedlesee ist nach der Donauregulierung eine der letzten naturnahen Grünoasen in Floridsdorf und ist Teil des halbkreisförmigen Grünstreifens, der die Grenze der Schwarzen Lackenau bildet.
Beethoven genoss die Spaziergänge durch den Auwald, sie waren für ihn eine willkommene Abwechslung zum Stadtleben in Wien. Der Grund seiner häufigen Besuche in Jedlesee war die Gräfin Erdődy, deren kleines Landhaus heute als „Beethovenschlössl“ bekannt ist.
Mit Gesetz vom 8. Mai 1894 wurde Jedlesee mit dem bis 1881 zu Leopoldau gehörenden Donaufeld sowie mit Floridsdorf und Neu-Jedlersdorf zur Großgemeinde Floridsdorf zusammengeschlossen, die 1904 nach Wien eingemeindet wurde.
Im späten 19. Jahrhundert wuchs Jedlesee über seinen Dorfkern hinaus, vor allem Richtung Prager Straße entstanden mehrere Straßenzüge, die von einer vorstädtischen Version der Architektur um 1900 (mit secessionistischen und neoklassizistischen Elementen) geprägt sind. Als Repräsentationsbauten entstanden Schulgebäude wie das 1912/13 erbaute in der Schillgasse (Denkmallisteneintrag).
Mit dem Erholungsgebiet Donauinsel ist Jedlesee durch eine Hängebrücke (Jedleseer Brücke) in der Verlängerung der Überfuhrstraße verbunden. Der Aupark Jedlesee ist durch Grünbrücken über die Donauufer Autobahn (A22) mit der Neuen Donau verbunden.
Ab Dezember 2022 soll am südlichen Rand der Katastralgemeinde, in der Josef-Ruston-Gasse, der erste Hindutempel Wiens erbaut werden.

## Wappen

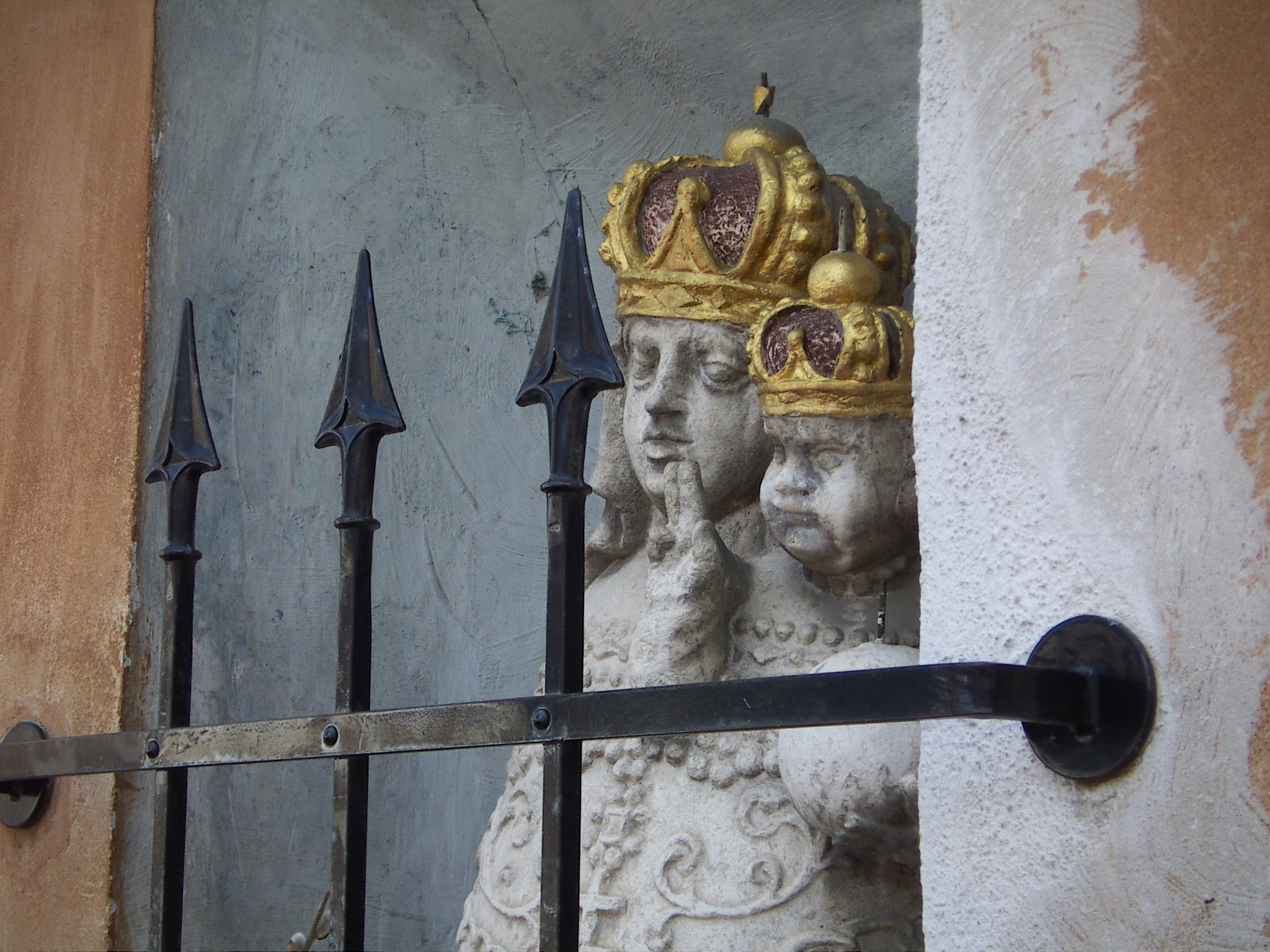
Jungfrau Maria zu Loretto mit Jesuskind

Das Jedleseer Wappen zeigt die Jungfrau Maria zu Loretto, das Jesuskind im Arm haltend. Völlig in Gold erstrahlt steht die Jungfrau Maria mit dem Jesuskind in der Mitte des silbernen Wappenschildes. Das Gnadenbild zeigt die beiden mit einem goldenen Mantel umhüllt, mit Perlenschnüren und Kronen verziert. Seitlich sind in rot zwei Buchstaben angebracht: M (für Maria) und L (für Loretto). Maria zu Loretto ist die Patronin der Jedleseer Kirche, das Wappen eine Nachbildung der dortigen Wallfahrtsstatue. Maria zu Loretto ist als Statue an der zentralen Kreuzung Anton-Bosch-Gasse Ecke Wiener-/Michtner Gasse zu sehen.

## Flugverkehr in Jedlesee
Die am 3. Mai 1923 gegründete „Österreichische Luftverkehrs AG“ (ÖLAG) nahm am 14. Mai ihren Linienbetrieb mit einem Flug von München nach Wien (Junkers F 13, Kennzeichen D-219, Pilot war Hans Baur von Junkers) auf und landete die Maschine nach einer Flugzeit von 1:45 Stunden nicht auf dem Flughafen Aspern, sondern auf dem Überschwemmungsgebiet in Jedlesee. 49 % der ÖLAG besaßen die Junkers-Flugzeugwerke, die auftragsgemäß die Flugzeuge einbrachten und die deren „Trans-Europa-Union“ gehörten. Natürlich wurden immer wieder auch Rundflüge durchgeführt. Die ÖLAG arbeitete mit der Münchner Rumpler Luftverkehr, der Schweizer Ad Astra Aero und der Ungarischen Aero-Express zusammen.
Die Linien wurden größtenteils mit der F 13, dem ersten echten Verkehrsflugzeug bedient. Während die Strecke München-Wien-München ab 23. Mai 1923 mit Radfahrwerken bedient wurde, ging es dann ab 16. Juli 1923 jeweils um 12:30 Uhr vom erweiterten Land- und Wasserflugplatz Wien-Jedlesee mittels F-13-Flugzeugen auf Schwimmern nach Budapest weiter, welche auf der Donau ihren Landesteg hatten. Im Gegenzug startete man in Budapest um 10 Uhr. In der Saison 1923 wurde die Strecke täglich, außer Sonntag, bis 30. September beflogen. Für die 218 km lange Strecke benötigte man rund 1:45 h. Die durchschnittliche Auslastung betrug im Schnitt 50 % der Sitzplatzkapazität. Da sich ein Ausbau des ÖLAG-Flugplatzes Wien-Jedlesee wirtschaftlich nicht lohnte, übersiedelte die ÖLAG im Mai 1924 endgültig mit ihren Landflugzeugen nach Wien-Aspern, auch das Gebäude wurde nach Wien-Aspern transferiert.

## Wohnbauten und Siedlungen
- Siedlung Jedlesee
- Rosa-Weber-Hof
- Wohnhausanlage Wohnen mit Kindern

Der manchmal als Teil von Jedlesee wahrgenommene Karl-Seitz-Hof (inoffiziell vor seiner Benennung Gartenstadt Jedlesee genannt) liegt in Wirklichkeit bereits in der KG Großjedlersdorf II (auch Neujedlersdorf genannt), die Grenze bildet die unmittelbar nördlich verlaufende Voltagasse.

## Sehenswürdigkeiten
Der Kern des Ortsteils um den Lorettoplatz sowie der Bereich beim Zusammentreffen von Jeneweingasse und Wiener Gasse ist von der Stadt Wien als bauliche Schutzzone ausgewiesen.

### Erdődy-Landgut
In dem 1795 erbauten Erdődy-Landgut, Landhaus des gräflichen Ehepaares Peter und Anna-Maria Erdődy in der damaligen Augasse (heute Jeneweingasse), hat Ludwig van Beethoven wiederholt als Gast geweilt. Mehrmalige Aufenthalte Beethovens auf Einladung der Gräfin sind insbesondere für 1815/16 verbürgt; ebenso die Veranstaltung von Hausmusikabenden unter Beethovens Leitung. Der kunstsinnigen Gräfin war es zu verdanken, dass Beethoven von adeligen Mäzenen jene wirtschaftlichen Mittel zur Verfügung gestellt wurden, die es ihm erlaubten, in Wien seine Wahlheimat zu finden.
Die Freundschaft zwischen Beethoven und der Gräfin Erdödy fand auch im Werk des Komponisten ihren Ausdruck: Der Tondichter widmete Anna Maria Erdödy mehrere Werke, darunter die beiden Klaviertrios Opus 70 (1808), die Sonaten für Violoncello und Klavier Opus 102 (1817) sowie den Kanon Glück, Glück zum neuen Jahr WoO 176 (1819).
1863 brannte das Landgut teilweise ab, der untere Teil mit dem alten Treppenhaus blieb jedoch erhalten. Eine Gedenktafel zeigt die Wasserhöhe der großen Donauüberschwemmung des Jahres 1830 an. Rechts außen befindet sich eine Florian-Statue mit Helm, Panzer und Sagum bekleidet, im linken Arm eine Fahne, mit der Rechten die Flammen löschend, die aus den Fenstern eines Hauses schlagen. In der Gartenanlage steht eine Statue des heiligen Johannes von Nepomuk, die vom Bildhauer Würtinger nach dem im Zweiten Weltkrieg zerstörten Original neu geschaffen wurde.
Seit 1973 war das Landgut über Initiative des von Leopold Wech gegründeten „Vereines der Freunde der Beethoven-Gedenkstätte in Floridsdorf“ ein kulturelles Zentrum, wo Kammermusik, Haus- und Volksmusik gepflegt sowie Autorenabende und Vorträge abgehalten wurden. Durch einen Besitzerwechsel musste die Gedenkstätte im Jahr 2013 schließen. Eine Kooperation mit dem Bezirksmuseum Floridsdorf ermöglicht es, dass seitdem in diesem die Veranstaltungen des Vereins abgehalten werden können und die Exponate der Gedenkstätte für die Öffentlichkeit weiterhin zugänglich sind.

### Beethovenweg

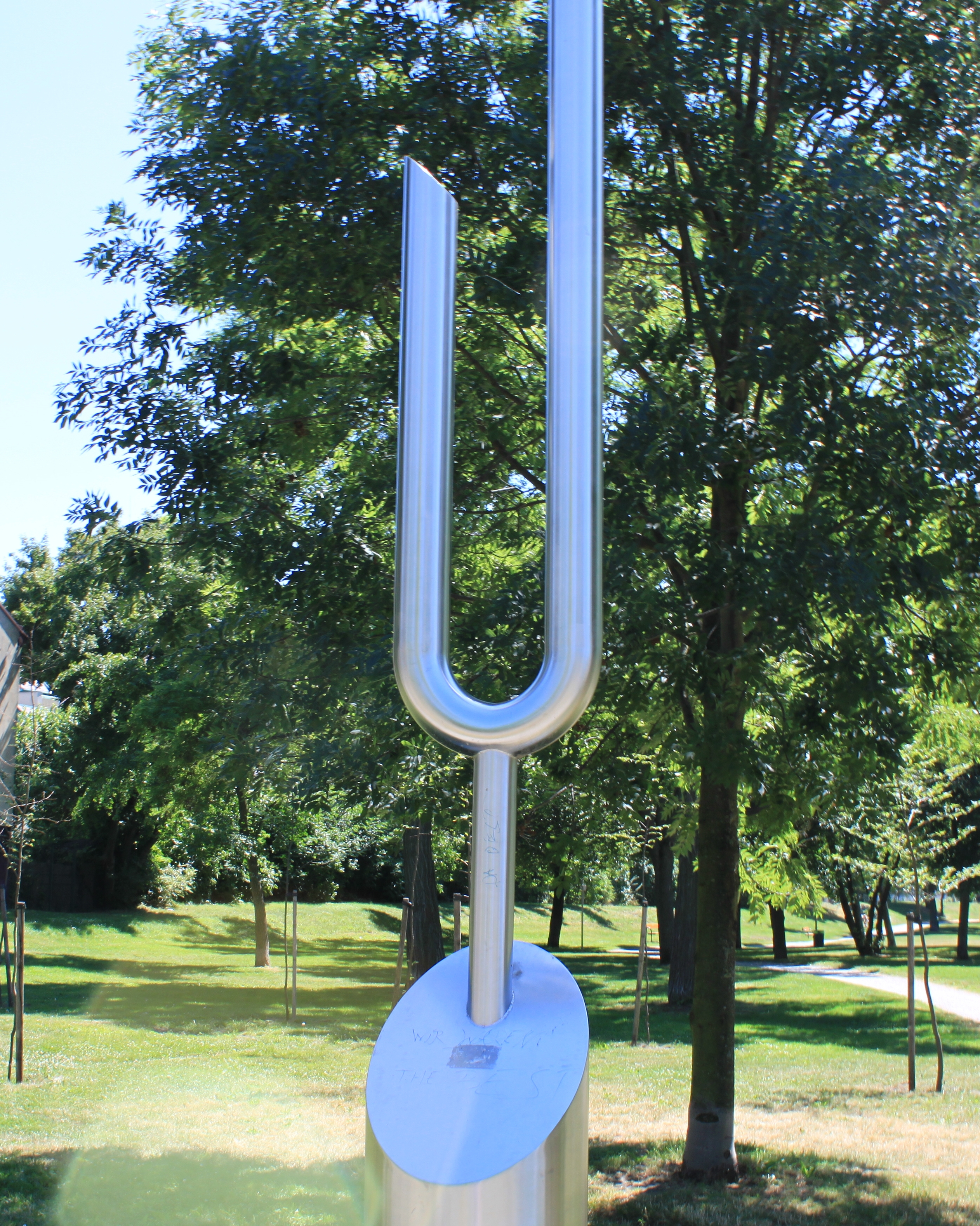
Skulptur bei der Maria-Loretto-Kirche

Ludwig van Beethoven, der Anfang des 19. Jahrhunderts regelmäßig die Stadt Wien verließ und in den Vororten der Stadt die warmen Sommertage verbrachte, hatte in Nussdorf und Grinzing verschiedene Wohnstätten gefunden. Durch seine Bekanntschaft mit Gräfin Erdödy erhielt er die Einladung, auf ihr neu erworbenes „Landgut zu Jedlersee“ zu kommen. Beethoven wollte von Nussdorf nicht den weiten Umweg über die Donaubrücke über den Prater nehmen und entschied sich für die kürzeste Strecke, für die Überfuhr zwischen Jedlesee und Nussdorf.
Zur Erinnerung an Beethovens Spaziergänge in Jedlesee und Umgebung wurde am 12. Mai 2007 der „Beethovenweg“ eröffnet. Entlang des Weges wurden vom Künstler Manfred Satke entworfene und von Josef Frantsits hergestellte vier Meter hohe Skulpturen aufgestellt, welche die Form von abgebrochenen Stimmgabeln aufweisen (Hinweis auf die Schwerhörigkeit Beethovens).
Die Stationen des Beethovenweges:
- Bezirksmuseum Floridsdorf (in Neujedlersdorf)
- Karl-Seitz-Hof (in Neujedlersdorf)
- Beethoven Gedenkstätte (in Jedlesee)
- Maria-Loretto-Kirche (in Jedlesee)
- O’Brien-Denkmal (in der Schwarzlackenau)
- Donauinsel-Kirschenhain (in der Schwarzlackenau)

### Maria-Theresien-Schlössl
Das Vorgebäude des Jedleseer Herrschaftshauses wurde 1683 bei der Zweiten Wiener Türkenbelagerung zerstört. Von 1778 bis 1789 gehörte das Herrschaftshaus dem Arzt Freiherr Anton von Störck, der Leibarzt von Maria Theresia von Österreich war. Nach dem Zweiten Weltkrieg diente das Maria-Theresien-Schlössl als Ersatzquartier für den durch Bomben zerstörten Pfarrhof der Maria-Loretto-Kirche, dann folgte bis 2003 die Nutzung durch einen Tennisclub. Derzeit wird das Gebäude restauriert. Eine Nutzung durch die Pfarre Jedlesee ist geplant.

### Pfarrkirche Maria-Loretto

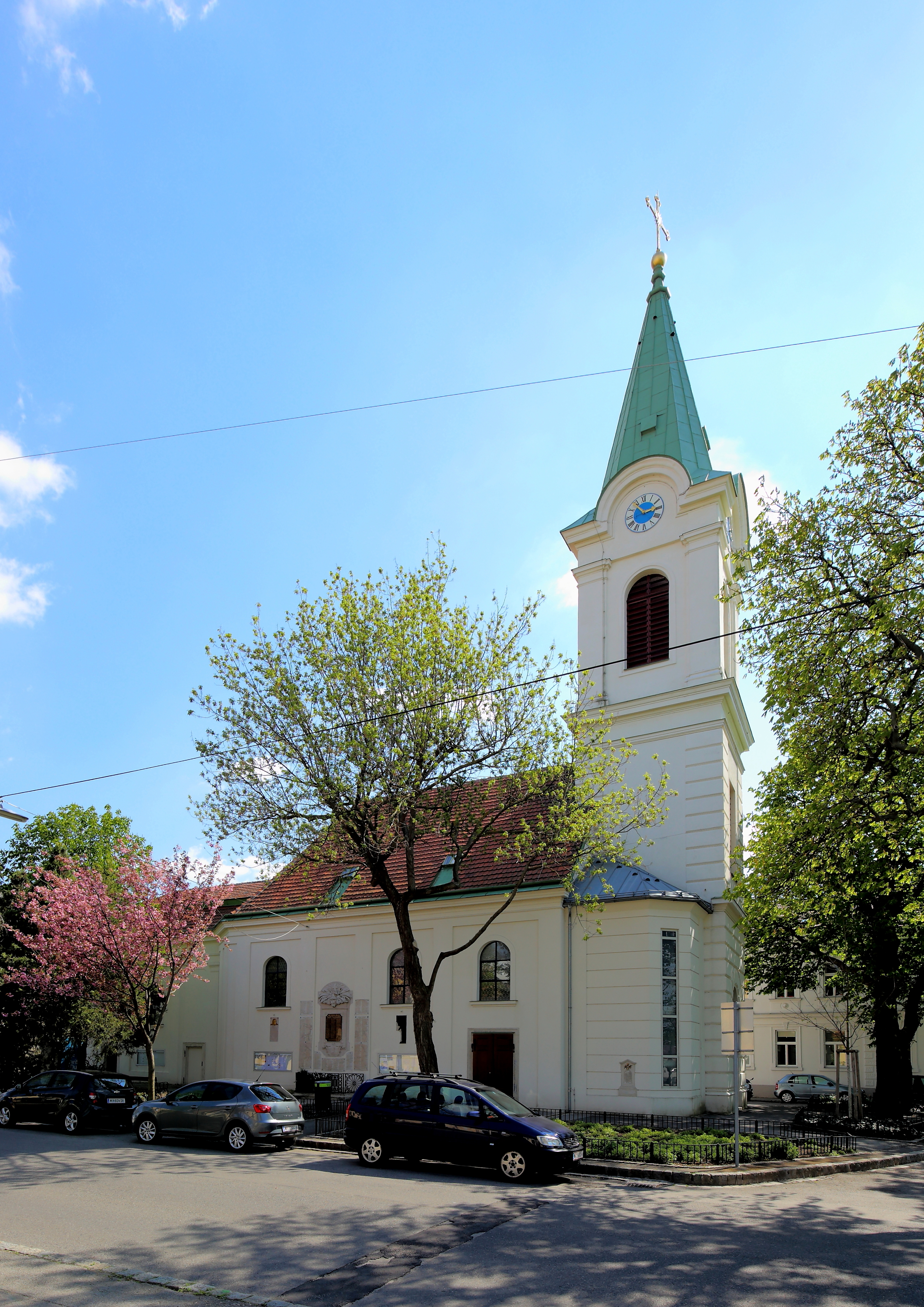
Pfarrkirche Maria-Loretto

Bereits im 11. Jahrhundert stand hier eine kleine, dem hl. Nikolaus geweihte Kapelle, der in späterer Zeit andere Kapellen folgten; sie waren dem hl. Sebastian, dem hl. Johannes von Nepomuk und den hl. drei Königen geweiht.

## Sport
- SK Admira Wien
- SC Columbia XXI Wien
- Floridsdorfer AC (FAC)